# Marija iz Bruggea
Marija iz Bruggea je marmornat kip, ki ga je izdelal Michelangelo in predstavlja Marijo z otrokom Jezusom.
Michelangelova predstavitev se razlikuje od zgodnejših podobnih predmetov, ki je značilnost pobožne Device, ki se je nasmehnila nad otrokom v rokah. Namesto tega Jezus stoji pokončno, skoraj nepodprt, le z lahkoto zadržan z levo Marijino roko kot da se bo kmalu oddaljil od svoje matere. Medtem Marija ne drži svojega sina, niti pogleda nanj, ampak gleda navzdol in stran. Domneva se, da je bilo delo prvotno namenjeno oltarju. Če je tako, bi bilo prikazano obrnjeno v desno in gledano navzdol. V začetku 16. stoletja so bili kipi prikazani v visokorenesančni piramidi, ki jo pogosto vidimo v da Vicijevih delih v poznih 1400-ih. Umetniško delo je postavljeno v črni marmorno školjko, katere zgornji del krasi kalota, velik motiv školjke, kot znak Marijine nedolžnosti.
Marija z detetom deli nekatere podobnosti s Michelangelovo Pietà, ki je bila končana malo prej - predvsem s chiaroscúro efektom in gibanjem draperije. Dolg ovalni Marijin obraz tudi spominja na Pietà.
Delo je opazno tudi v tem, da je bil Michelangelov kip edini, ki je v času njegovega življenja zapustil Italijo. Kupila sta ga Giovanni in Alessandro Moscheroni (Mouscron), iz družine bogatih trgovcev s tekstilom iz Bruggea, enega vodilnih trgovskih mest v Evropi. Kip je bil prodan za 4.000 florinov. V Bruggeu je sprva ostal z družino Mouscron, dokler ga Alexandre Mouscron leta 1514 ni podaril v cerkev Matere božje v Bruggeu. 7. aprila 1521 jo je tam videl Albrecht Dürer, ki mu je rekel podoba Device iz alabastra.
Kip je bil dvakrat odstranjen iz Belgije po prvem prihodu. Prvič leta 1794, ko so francoski revolucionarji med francoskimi revolucionarnimi vojnami osvojili Avstrijsko Nizozemsko; državljanom Bruggea je bilo ukazano, da ga s še nekaj drugimi umetniškimi deli odpeljejo v Pariz. Vrnil se je po zadnjem porazu Napoleona pri Waterlooju leta 1815. Drugič je bil odstranjen leta 1944, med drugo svetovno vojno, z umikom nemških vojakov, ki so tihotapili kip v Nemčijo v blazinah tovornjaka Rdečega križa. Najden je bil leto kasneje v Altaussee / Avstriji. Sedaj je na ogled v cerkvi Matere božje v Bruggeu v Belgiji. Del filma The Monuments Men temelji na dejstvih.
Po napadu na Michelangelovo Pietà leta 1972 je bil kip postavljen za neprebojno steklo in oddaljen 4,5 metra.